# Cratere Arcas
Arcas è un cratere sulla superficie di Callisto.